# Bistum Saint Catharines
Das Bistum Saint Catharines (lateinisch Dioecesis Sanctae Catharinae in Ontario, englisch Diocese of Saint Catharines) ist eine in Kanada gelegene römisch-katholische Diözese mit Sitz in Saint Catharines. 

## Geschichte
Das Bistum Saint Catharines wurde am 22. November 1958 durch Papst Johannes XXIII. mit der Apostolischen Konstitution Qui Deo volente aus Gebietsabtretungen des Erzbistums Toronto und des Bistums Hamilton errichtet und dem Erzbistum Toronto als Suffraganbistum unterstellt.

## Bischöfe von Saint Catharines
- 1958–1978 Thomas Joseph McCarthy
- 1978–1994 Thomas Benjamin Fulton
- 1994–2001 John Aloysius O’Mara
- 2001–2010 James Matthew Wingle
- 2010–0000 Gerard Paul Bergie